# Apoštolský vikariát Konstantinopol
Apoštolský vikariát Konstantinopol byl vikariát bulharské řeckokatolické církve, nacházející se v Turecku.

## Území
Vikariát zahrnoval všechny věřící bulharského byzantského ritu na území Turecka, Bulharska a Řecka.

## Historie
Vikariát byl založen roku 1861.
Dne 7. dubna 1883 byl z části jeho území vytvořen Apoštolský vikariát Thrákie.
Dne 12. června 1883 byl z další části území vytvořen Apoštolský vikariát Makedonie.
Roku 1926 byl vikariát zrušena a jeho území přešlo k vytvoření Apoštolského exarchátu Sofie.